# Belbimbre
Belbimbre ist ein Ort und eine Gemeinde (municipio) mit 54 Einwohnern (Stand: 2024) in der Provinz Burgos in der nordspanischen Autonomen Region Kastilien-León. Die Gemeinde gehört zur Comarca Odra-Pisuerga.

## Lage
Belbimbre liegt am Río Cogollos in der kastilischen Hochebene (meseta) in einer Höhe von etwa 796 Metern ü. d. M. und etwa 37 Kilometer in südwestlicher Entfernung von der Stadt Burgos. Der Río Arlanzón begrenzt die Gemeinde im Nordwesten.

## Bevölkerungsentwicklung
| Jahr      | 1970 | 1981 | 1991 | 2001 | 2011 | 2021 |
| Einwohner | 107  | 92   | 84   | 79   | 75   | 57   |

## Wirtschaft
Die Region ist seit Jahrhunderten wesentlich von der Landwirtschaft geprägt; die Bewohner früherer Zeiten lebten hauptsächlich als Selbstversorger, aber auch Handwerk und Kleinhandel spielten eine Rolle. Ein Schwerpunkt lag auf der Anzucht von Bäumen aller Art, die letztlich in ganz Zentralspanien angepflanzt wurden.

## Sehenswürdigkeiten
- Kirche Mariä Geburt (Iglesia de la Natividad de Nuestra Señora)
- Reste der früheren Burganlage (Castillo de Belbimbre)